# Nombre de Graetz
Le nombre de Graetz {\displaystyle (Gz)} est un nombre sans dimension utilisé en transfert thermique. Il donne le rapport entre la capacité thermique d'un fluide et la chaleur transmise par conduction,. 
Ce nombre porte le nom de Leo Graetz, physicien allemand.

## Calcul
On le définit de la manière suivante :
{\displaystyle Gz={\frac {Q_{m}c_{p}}{\lambda L_{c}}}}
avec :
- λ - conductivité thermique
- Lc - longueur caractéristique
- cp - capacité thermique isobare
- Qm - débit massique

La longueur caractéristique est souvent définie comme étant le diamètre du tuyau ou le rayon hydraulique dans lequel circule le fluide.

## Limites
Pour les matériaux portés à haute température, ce nombre s'applique encore aux laves volcaniques, mais les modèles et expériences faites pour préparer la construction de récupérateurs de corium ont montré qu'il ne vaut pas pour le cas du corium susceptible de se former dans le cœur de réacteur en cas de perte accidentelle des capacités de refroidissement. 